# ぼくの姉キはパイロット!
ぼくの姉キはパイロット!（ぼくのあねキはパイロット）は、1987年8月18日から9月22日までTBS系列で放送されたテレビドラマ。放送時間は火曜 20：00 - 20：54。

## 概要
航空会社のパイロットのありさが教官として航空学校へ出向し、弟の隼人を含む航空学校の落ちこぼれ4人の生徒を一人前のパイロットに育てる過程を画いたコメディー。
男闘呼組の初主演ドラマ。
地方局で再放送されていたものの、岡本健一ら男闘呼組が当時ジャニーズ事務所所属であった事や、スターダスト・レビューが挿入歌を歌っていた事から、肖像権と版権と著作権の複数の絡みでDVDソフト化されていない作品。2023年12月にTBSチャンネルで再放送された。
なお当番組の終了後、月曜 21:00 - 22:54で放送していた『月曜ロードショー』が『JNNニュース22プライムタイム』（平日 22:00 - 22:54）設置のために火曜 20:00 - 21:54に移動して『ザ・ロードショー』になったため、火曜 20時枠のドラマ枠は2年の中断となる。

## キャスト
- 星野ありさ：浅野温子

日本初の女性ラインパイロット。会社の命令で航空学校の特別講師に任命される。
- 星野隼人：成田昭次

星野ありさの弟で、航空学校の生徒。反抗的な性格で元々はボクサー志望。
- 北川大地：岡本健一

航空学校の生徒。反抗的だが正義感が強くパイロットへの情熱は一番。
- 黒岩克志：前田耕陽

航空学校の生徒。明るく軽い印象だが根は繊細。
- 霧谷文彦：高橋一也

航空学校の生徒。知識はあるが実地が苦手で気弱。
- 川崎敬詩：陣内孝則

航空パイロットでありさの恋人。
- 月丘小夜子：松本伊代

後輩スチュワーデス。ありさを慕っている。
- 三浦佑太郎：高田純次

航空学校の教官で文彦の叔父。
- 三浦桃子：風吹ジュン
- 三浦翔子：浅野愛子
- 三浦亜紀：小泉朋子
- 鬼沢剛：松澤一之
- 栃木健一：永瀬正敏
- 大蓮寺高子：天久美智子
- 弟子丸一子：山下容里枝
- 山口まどか：茂野幸子

など

## スタッフ
- 脚本：吉本昌弘
- 音楽：スターダスト・レビュー[注釈 1]
- 主題歌：「STAND OUT」男闘呼組
- ファイティングコーディネーター：M・クニイ
- 協力：ユナイテッド航空、本田航空
- 制作協力：緑山スタジオ・シティ、東通
- プロデューサー：近藤邦勝
- 演出：遠藤環、清弘誠
- 製作著作：TBS

## 放送日程
放送回　放送日　サブタイトル　　　　　　　　　　　　演出
- 第1便　8月18日　愛と青春の旅立ち　　　　　　　　　遠藤環
- 第2便　8月25日　キスなんてゆるせない　　　　　　　遠藤環
- 第3便　9月1日　おねがい教官!危ない恋に走らないで!　清弘誠
- 第4便　9月8日　青春してるじゃん…コイツ!　　　　　清弘誠
- 第5便　9月15日　あいつの運命さ　　　　　　　　　　遠藤環
- 第6便　9月22日　空が好きだから　　　　　　　　　　遠藤環